# Yellow Productions
La Yellow Productions è una casa discografica francese fondata nel 1993 dal DJ e produttore Bob Sinclar e DJ Yellow.
L'etichetta è stata un veicolo promozionale per il suo fondatore con la quale ha pubblicato alcune hit di successo come The Beat Goes On, Kiss My Eyes o anche Love Generation e i successivi Floorfillers ispirati al reggaeton con citazioni house anni novanta, ma è stato soprattutto un punto di riferimento per gran parte della scena house francese, grazie all'uscita di lavori di nomi come Dimitri from Paris, DJ Gregory, Shazz e artisti stranieri tra cui Julius Papp. Il lavoro della Yellow è stato particolarmente apprezzato dagli addetti ai lavori e dal grande pubblico grazie alla sempre riuscita miscela di house, musica tribale, latina e jazz.

## Maggiori artisti
- Bob Sinclar
- DJ Yellow
- DJ Gregory
- Africanism
- Shazz
- Silent Poets[2]
- Dimitri from Paris
- Julius Papp
- Kid Loco
- Salomé de Bahia
- Tom & Joyce